# Wymysłów (Zduńska Wola)
Pour les articles homonymes, voir Wymysłów.
Wymysłów est une localité polonaise de la gmina et du powiat de Zduńska Wola en voïvodie de Łódź.